# Robby, Toby i el viatge fantàstic
Robby, Toby i el viatge fantàstic (originalment en alemany, Robbi, Tobbi und das Fliewatüüt) és una pel·lícula de 2016, dirigida per Wolfgang Groos i basada en la novel·la Robbi, Tobbi und das Fliewatüüt de Boy Lornsen. És una comèdia de ciència-ficció infantil, fruit d'una coproducció entre Alemanya i Bèlgica. S'ha doblat al català.
La pel·lícula es va rodar a Colònia i Bad Driburg. L'estrena de la pel·lícula va tenir lloc el 20 de novembre de 2016 al Cinedom de Colònia.

## Premis i reconeixements
- 2017 - Festival Internacional de Cinema Fantàstic de Bucheon
  - Save Energy, Save Earth Film Award